# Chrysolina sichuanica
Chrysolina sichuanica é uma espécie de artrópode pertencente à família Chrysomelidae.